# Klimowoje
Klimowoje (ros. Климовое) – chutor w Rosji, w obwodzie biełgorodzkim, w rejonie borisowskim. W 2010 liczył 58 mieszkańców.